# Trochosa gentilis
Trochosa gentilis este o specie de păianjeni din genul Trochosa, familia Lycosidae. A fost descrisă pentru prima dată de Roewer, 1960.
Este endemică în Camerun. Conform Catalogue of Life specia Trochosa gentilis nu are subspecii cunoscute.